# Stanisław Gąsior
Stanisław Gąsior (ur. 19 lipca 1950 we Wrocławiu) – polski artysta fotograf. Członek nadzwyczajny oraz członek rzeczywisty i Artysta Fotoklubu Rzeczypospolitej Polskiej (AFRP). Członek Zarządu Radomskiego Towarzystwa Fotograficznego.

## Życiorys
Stanisław Gąsior jest absolwentem VI Liceum Ogólnokształcącego im. Jana Kochanowskiego w Radomiu, związany z radomskim środowiskiem fotograficznym, mieszka, pracuje i tworzy w Radomiu – fotografuje od 1965 roku. W 1985 roku został przyjęty w poczet członków Radomskiego Towarzystwa Fotograficznego, w którym od 1990 roku pełnił funkcje w Zarządzie RTF – był wiceprezesem, sekretarzem oraz skarbnikiem. W 1986 roku był współorganizatorem i kuratorem cyklicznego Międzynarodowego Salonu Barwnych Przeźroczy Dia-Pol, organizowanego pod egidą Radomskiego Towarzystwa Fotograficznego. Był współorganizatorem innych konkursów fotograficznych organizowanych przez RTF, między innymi Radomskich Małych Formatów, konkursu Foto Żart, Ogólnopolskiego Konkursu Fotograficznego Foto-Nowela. 
Stanisław Gąsior jest autorem i współautorem wielu wystaw fotograficznych; indywidualnych i zbiorowych oraz poplenerowych. Jego fotografie były prezentowane na wielu wystawach pokonkursowych, na których otrzymywały wiele akceptacji, nagród, wyróżnień, dyplomów i listów gratulacyjnych. W 2009 roku został członkiem nadzwyczajnym Fotoklubu Rzeczypospolitej Polskiej Stowarzyszenia Twórców. W 2012 roku został przyjęty w poczet członków rzeczywistych FRP. Decyzją Komisji Kwalifikacji Zawodowych Fotoklubu RP, otrzymał dyplom potwierdzający kwalifikacje do wykonywania zawodu artysty fotografa, fotografika (legitymacja nr 344). W 2015 roku obchodził jubileusz 50-lecia pracy twórczej, podczas którego otrzymał list gratulacyjny od prezydenta Radomia.  
Prace Stanisława Gąsiora zaprezentowano w Almanachu (1995–2017), wydanym przez Fotoklub Rzeczypospolitej Polskiej Stowarzyszenie Twórców, będącym podsumowaniem 20-lecia działalności Fotoklubu RP. W 2021, podczas otwarcia obchodów jubileuszu 60-lecia Radomskiego Towarzystwa Fotograficznego – został wyróżniony Medalem Pamiątkowym „Pro Masovia”. 

## Odznaczenia
- Medal Pamiątkowy „Pro Masovia” (2021)[17]